# Takeda Nobukado
Takeda Nobukado (武田信廉?   1529 – 1582) fue un samurái japonés perteneciente al clan Takeda durante el período Sengoku en la historia de Japón.
Fue hermano de Takeda Shingen y considerado como uno de sus famosos Veinticuatro Generales debido a sus capacidades militares. Nobukado comandó las fuerzas principales del clan Takeda durante la Batalla de Nagashino bajo la guía de Takeda Katsuyori.
Nobukado falleció en 1582 cuando tropas de Oda Nobunaga invadieron las tierras pertenecientes al clan Takeda, intentó huir pero fue perseguido y decapitado.